# أمين فرحان جيجو
أمين فرحان جيجو وهو سياسي عراقي شغل منصب عضو في مجلس النواب العراقي بين عامي 2005 و 2010 عن قائمة الحركة الإيزيدية من أجل الاصلاح والتقدم.